# Apoštolská nunciatura v Iráku

Znak Svatého stolce

Apoštolská nunciatura v Iráku je oficiálním zastoupením Svatého stolce v Iráku. Od konce 19. století existovala apoštolská delegatura v Mezopotámii, Kurdistánu a malé Arménii, pod niž spadalo i území dnešního Iráku, po první světové válce se z ní stala delegatura v Iráku, od roku 1966 je apoštolskou nunciaturou.

## Seznam apoštolských nunciů v Iráku

### Apoštolští delegáti (do roku 1966)
- Henri-Marie Amanton, O.P. (1860–1865)
- Nicolás Castells, O.F.M.Cap. (1866–1873)
- Zaccaria Fanciulli, O.F.M.Cap. (1873–1873)
- Eugène-Louis-Marie Lion, O.P. (1874–1883)
- Henri-Victor Altamayer, O.P. (1884–1902)
- Désiré-Jean Drure, O.C.D. (1904–1917)
- François de Berré, O.P. (1922–1929)
- Antonin-Fernand Drapier, O.P. (1929–1936)
- Georges-Marie-Joseph-Hubert-Ghislain de Jonghe d'Ardoye, M.E.P. (1938–1947)
- Armand-Etienne M. Blanquet du Chayla, O.C.D. (1948–1964 )
- Paul-Marie-Maurice Perrin (1965–1966)

### Apoštolští pronunciové a nunciové
- Paul-Marie-Maurice Perrin (1966–1970)
- Paolo Mosconi (1970–1971)
- Jean-Édouard-Lucien Rupp (1971–1978)
- Antonio del Giudice (1978–1982)
- Luigi Conti (1983–1987)
- Marian Oles (1987–1994)
- Giuseppe Lazzarotto (1994–2000) současně apoštolský nuncius v Jordánsku
- Fernando Filoni (2001–2006) současně apoštolský nuncius v Jordánsku
- Francis Assisi Chullikatt (2006–2010) současně apoštolský nuncius v Jordánsku
- Giorgio Lingua (2010– 2015) současně apoštolský nuncius v Jordánsku
- Alberto Ortega Martín (2015–2019) současně apoštolský nuncius v Jordánsku
- Mitja Leskovar, od 1. května 2020[1]